# Pedro Arispe
Pedro Arispe (Montevideo, 30 settembre 1900 – Montevideo, 4 maggio 1960) è stato un calciatore uruguaiano, di ruolo difensore.

## Biografia
Nato a Villa del Cerro, quartiere di Montevideo, Arispe visse in una casa vicino al Parque Nelson; nella sua famiglia vi erano altri due calciatori: oltre a Pedro, anche i suoi fratelli Domingo e Francisco giocarono in massima serie, rispettivamente con Rampla Juniors e Nacional.

## Caratteristiche tecniche
Giocava come difensore sinistro.

## Carriera

### Club
Arispe iniziò la carriera giocando nel Belgrano Oriental; passò poi al Reformers e all'Albion del Cerro (squadra del suo quartiere) prima di trasferirsi al Rampla Juniors, nel 1919. Debuttò in seconda serie (División Intermedia), formando la terza linea insieme a Juan Carlos Vidal. Nel 1921, con la vittoria della seconda divisione, il Rampla Juniors ottiene la promozione in Primera División Uruguaya: Arispe è considerato uno dei migliori elementi della rosa. Dopo la vittoria dell'oro olimpico nel 1924, Arispe fu inviato in prestito al Nacional nel 1925 per una tournée in Europa. Per diversi anni fu capitano del Rampla Juniors; ricoprì questo ruolo anche nel titolo nazionale vinto nel 1927. Nel 1937 Arispe si ritirò dal calcio giocato. Con più di 300 incontri in massima serie con la maglia del Rampla è uno dei giocatori con più presenze nella storia del club.

### Nazionale
Debuttò in Nazionale il 29 maggio 1924, durante l'incontro tra Uruguay e Stati Uniti valido per il torneo olimpico di Parigi 1924. Durante tale competizione giocò altre 4 partite, partecipando peraltro alla finale contro la Svizzera, valida per l'assegnazione della medaglia d'oro, vinta dall'Uruguay. Fu poi convocato per il Campeonato Sudamericano de Football 1924, durante il quale giocò 3 gare contro Cile, Paraguay e Argentina. L'Uruguay vinse anche quella competizione. Tornò in Nazionale nel 1927, giocando due partite contro l'Argentina (Copa Newton e Copa Lipton). Nel 1928 fu chiamato da Primo Giannotti per il torneo calcistico di Amsterdam 1928. Arispe giocò tutte le gare di quella competizione, comprese le due finali contro l'Argentina, vincendo il suo secondo oro olimpico. Affiancando José Nasazzi formò una solida coppia difensiva. Nel mese di settembre del 1929 giocò Copa Newton e Copa Lipton; convocato per il Sudamericano del 1929, fu impiegato in 3 occasioni (contro Paraguay, Perù e Argentina): il 17 novembre 1929 giocò la sua ultima partita in Nazionale.

## Palmarès

### Club
- División Intermedia (Uruguay): 1

Rampla Juniors: 1921
- Campionato uruguaiano: 1

Rampla Juniors: 1927

### Nazionale
- Campeonato Sudamericano de Football: 1

Uruguay 1924
- Oro olimpico: 2

Parigi 1924, Amsterdam 1928